# Arciera phragmatoecioides
Arciera phragmatoecioides är en fjärilsart som beskrevs av Rothschild 1917. Arciera phragmatoecioides ingår i släktet Arciera och familjen tandspinnare. Inga underarter finns listade i Catalogue of Life.